# Поліцеймако Марія Віталіївна
Марія (Марина) Віталіївна Поліцеймако (10 травня 1938, Ленінград — 10 вересня 2024, Москва) — радянська і російська акторка теату і кіно. Заслужена артистка РРФСР (1988).

## Біографічні відомості
Народилася 10 травня 1938 року в Ленінграді.
Дочка артистки Ленінградської філармонії Євгенії Фіш і Віталія Поліцеймако, актора Ленінградського Большого драматичного театру.
У 1964 році закінчила Театральне училище імені Б. В. Щукіна.
З 1965 — актриса московського Театру драми і комедії на Таганці.
Вдова актора Семена Фаради. Мати актора та телеведучого Михайла Поліцеймако.
Знялася в українських стрічках: «Папуга, що говорить на їдиш» (1990, «Примодеса-фільм», режисер — Юхим Севела), «Фіктивний шлюб» (1992, Ялтинська кіностудія, режисер — Микола Лірчиков), «Біля річки» (2007, Одеська кіностудія, режисер — Єва Нейман), «Велика різниця» (2008, кінокомпанія Studio Bayrak, режисер — Ігор Штернберг), «Дім з башточкою» (2011, Одеська кіностудія, режисер — Єва Нейман).

## Фільмографія
- «Успіх» (1984)
- «Михайло Ломоносов» (1986)
- «Папуга, що говорить на їдиш» (1990)
- «Система «Ніпель»» (1990)